# Berlin (Illinois)
Berlin – wieś w Stanach Zjednoczonych, w stanie Illinois, w hrabstwie Sangamon.